# Gudmund Andersson
Gudmund Andersson, född på 1500-talet, var en svensk borgmästare.

## Biografi
Gudmund Andersson var borgmästare i Norrköping.

### Familj
Gudmund Andersson var gift med Anna Jöransdotter. De fick tillsammans dotter Agneta Gudmunsdotter (1603–1648) som var gift med kyrkoherden Nicolaus Andreæ Juringius i Ekeby församling.